# Área de conservación regional Bosques El Chaupe, Cunía y Chinchiquilla
El Área de conservación regional Bosques El Chaupe, Cunía y Chinchiquilla es un área protegida en el Perú que se encuentra en la región Cajamarca. El área se encuentra en los distrito de Chirinos, La Coipa, Namballe, San Ignacio y Tabaconas perteneciente a la provincia de San Ignacio.
Fue creado el 1 de octubre de 2019, mediante Decreto Supremo n.º 006-2018-MINAM. Tiene una extensión de 21,868.88 hectáreas.
El área protegida tiene como objetivo conservar parte de la ecorregión Bosques Montanos de la Cordillera Real Oriental y su diversidad biológica. Junto al Santuario Nacional Tabaconas Namballe, forman parte de un corredor biológico de conservación de especies como el tapir de altura, mono choro y el oso de anteojos y especies amenazadas como la rana Pristimantis percnopterus, anfibio endémico de Perú; la pava barbada y el loro de cara roja.